# San Martín de Porres
San Martín de Porres è un comune (corregimiento) della Repubblica di Panama situato nel distretto di Las Palmas, provincia di Veraguas. Si estende su una superficie di 26,3 km² e conta una popolazione di 1.004 abitanti (censimento 2010).